# 남극관 (유적)
남극관(南極觀)은 전북특별자치도 고창군 무장면 성내리 139에 있다. 2020년 6월 23일 고창군의 향토문화유산 제9호로 지정되었다.

## 지정 사유
남극관은 무장객사 별관(別館)으로, 무장읍성 축성이후 현감이 정무를 수행하는 과정에서 객사인 송사지관(松沙之館)이 협소하여 조선 선조40(1607)에 건립되었다. 이후 영조5(1729)에 기로처(耆老處)로 정하였고, 관아에서 근무하던 비서승(秘書丞, 都五五三品), 현감, 교리, 군수, 의관, 진사 등 및 문 · 무과로 급제했던 분과 향리 등이 충효 및 충절애향의 전통을 전수하기 위해 기로처(耆老處)로 정하고, 1729년(영조 5,己酉, 元月)을 망일(望日)로 하여 정식 계서를 발의하고 기로안(耆老案)을 작성하였다. 그 기로안은 현재 노인당에 보관 중으로 남극관의 역사적 배경을 잘 알려주고 있다. 또한 일제강점기에는 무장면사무소, 일본군연대의 군기대가 사용했었다.
건축을 보면 정면 6칸, 측면 3칸의 팔작지붕 건물로, 각각의 부재가 갖는 품위나 구성이 건물의 가치를 더해주고 있고, 일부 증축과 변형된 부분이 있으나, 전체적으로 원형을 잘 유지하여 현재까지도 노인당으로 활용되면서 그 맥을 이어오고 있다.